# Ludwik Buszyński
Ludwik Buszyński także jako Ludwik Sas-Buszyński herbu Sas (ur. 1823)– poseł do Sejmu Krajowego Galicji IV kadencji (1877–1881, starosta kosowski około 1871, c.k. starosta nadwórniański około 1879.
Wybrany do Sejmu w IV kurii z okręgu wyborczego nr 13 Kosów-Kuty. 10 marca 1881 na jego miejsce obrano Filipa Zaleskiego.